# Jan Roh
Jan Roh Domažlický (též něm. Johann Horn nebo v latinizované formě Johann Cornu) (1485 či 1487, Domažlice – 11. února 1547, Mladá Boleslav) byl kněz a biskup Jednoty bratrské a literát.

## Život
Pocházel z rodiny domažlického měšťana a hrnčíře Mikuláše Roha. Ještě v jinošském věku odešel do Litomyšle, kde se rozhodl pro dráhu duchovního, současně se vyučil i tkalcovskému řemeslu, neboť u bratrských kněží byla manuální práce obvyklou alternativou při výkonu jejich povolání a zajišťovala jim jejich hmotnou existenci. Zřejmě v roce 1515 se Roh učil na bratrské škole v Turnově, kde se seznámil s budoucím biskupem Benešem Bavoryňským. V roce 1518 byl v Brandýse nad Orlicí ordinován na kněze a stal se správcem sboru v Bělé pod Bezdězem. V květnu 1522 podnikl první cestu k Martinu Lutherovi, kterého poznal osobně a ještě na podzim téhož roku se k němu opět vypravil. Stal se hlavním podporovatelem sbližování Jednoty s luterstvím a působil jako prostředník ve styku s vitemberským centrem reformace. K tomu mu napomáhala i dobrá znalost německého jazyka, na kterou výslovně upozornil autor záznamu v bratrském Nekrologiu. Roh úzce spolupracoval také s bývalým františkánem Michaelem Weissem z Vratislavi, který pod vlivem vystoupení Martina Luthera patrně již v roce 1518 našel cestu do Jednoty.
V roce 1529 byl Jan Roh na synodu v Brandýse nad Orlicí zvolen biskupem, o tři léta později mu Martin Škoda postoupil úřad biskupa-sudího. Od této doby byl Roh trvale usazen v Mladé Boleslavi, odkud v roce 1540 vypravil poselství vedené biskupem Martinem Michalcem do Štrasburku k reformátorovi Janu Hessovi. V roce 1546 se na setkání členů úzké rady v Mladé Boleslavi veřejně zřekl svých dřívějších nekritických sympatií k luterství a demonstrativně se znovu přihlásil k učení Lukáše Pražského. Podle synodního zápisu, který doslovně zaznamenává Rohova slova, totiž prý nikde jinde nenalezl tak celého a gruntovního učení při všem Bohem zřízeném spasení jako v Jednotě bratrské. Roh současně vyzval přítomné k obnovení zájmu o domácí teologické dědictví. Nedlouho poté zemřel a byl pochován na obecném krchově v Mladé Boleslavi. Při jeho pohřbu kázal biskup Jan Černý.

## Dílo
- Z pozice biskupa-sudího se Roh zasloužil o zevrubnou revizi bratrského vyznání, které bylo v roce 1532 vytištěno nejprve česky (Počtu vydánie z učenie), poté zřejmě v překladu Michaela Weisseho a po schválení Martinem Lutherem, který k němu připojil předmluvu, v roce 1533 ve Vitemberku a v Augsburgu německy (Rechenschaft des Glaubens). Další revize této konfese, na které měl Jan Roh podíl, vyšla v latinském překladu v letech 1538 ve Vitemberku a 1558 v Tübingen (Confessio fidei ac religionis).
- Roh se podílel i na další redakci bratrské konfese, které předcházelo jednání bratří ve Vitemberku. Byla vytištěna dvakrát v roce 1536 v Litomyšli česky (Počet z viery a z učenie křesťanského). V roce 1538 vyšla latinsky také Rohem přepracovaná starší bratrská Apologie (Apologia verae doctrinae), kterou lze považovat za jakýsi doplněk a komentář bratrské konfese vydané téhož roku.
- Jeho nejznámějším dílem je redakce bratrského kancionálu, vyšel v roce 1541 pod názvem Piesně chval Božských. Piesně duchovnie evanjelistské, znovu přehlédnuté, zpravené a zhromážděné, v pražské tiskárně Pavla Severýna, který k němu také napsal předmluvu. Podle svého redaktora bývá obecně označován jako Rohův kancionál. Jde o první český tištěný notovaný kancionál, obsahující 482 duchovních písní rozdělených do dvou dílů. V prvním oddíle se nacházejí písně církevního roku od adventu po svátek sv. Trojice, písně určené k bohoslužbám a některým specifickým úkonům (např. k pohřbům), ve druhém oddíle jsou otištěny písně pro zbývající část církevního roku a pro příležitostné účely života sboru i bratrských domácností. Větší část písní je přejata ze starších kancionálů, ale přidány jsou i nové.
- V roce 1544 byl v Norimberku u Jana Günthera pod názvem Ein Gesangbuch der Brüder inn Behemen und Merherrn vytištěn kancionál určený především pro členy Jednoty německého jazyka. Tento zpracoval také Jan Roh, když upravil starší předlohu Michaela Weisseho (vytištěnou v r. 1531 pod názvem Ein new Geseng Buchlen) podle učení, formulovaného Jednotou v konfesi podané králi Ferdinandovi I. v roce 1535. Z Weisseho kancionálu přejal Roh většinu písní (4 záměrně vynechal) a zařadil několik nových. V úvodu současně vysvětlil příčinu nového vydání: Michael Weisse prý do kancionálu z r. 1531 bez vědomí biskupů vložil některé písně o Večeři Páně, které neodpovídaly bratrské teologii. Toto dílo bylo velmi významné z hlediska německých tisků luterských kancionálů, do nichž byla řada písní z Rohova kancionálu přejata a postupně v tomto prostředí zdomácněla. Kancionál, který vydal poprvé v roce 1544 Jan Roh, byl nejoblíbenějším německojazyčným dílem Jednoty, do roku 1611 vyšel v nejméně dalších dvaceti reedicích.
- Jan Roh je mimo jiné autorem německé písně Gottes Sohn ist kommen, na jejíž motivy složil v roce 1708 varhanní skladbu Johann Sebastian Bach (BWV 724); tato píseň je známá i v anglickojazyčných církvích pod názvem Once He came in blessing.

### Edice
- FIEDLER, Joseph (ed.). Todtenbuch der Geistlichkeit der Böhmischen Brüder. Fontes rerum Austriacarum. Oesterreichische Geschichts-Quellen. Abt. 1. Scriptores. Bd. 5. Wien 1863, 233 (Rohův životopis v bratrském Nekrologiu)
- GINDELY, Anton. Dekrety Jednoty bratrské. Praha 1865, 164–165 (záznam dekretu z roku 1546)
- MOLNÁR, Amedeo (ed.). Kšaft Mikuláše Roha z r. 1536. In: Theologia evangelica 3 (1950), 368–369
- TOBOLKA, Zdeněk V. (ed.), Pavel Severýn z Kapí Hory a jeho tisk Písně chval Božských z roku 1541. Praha 1927 (Monumenta Bohemiae typographica, sv. 3) (fotomechanická reprodukce Rohova kancionálu podle unikátního exempláře, který byl zničen během druhé světové války, doplněná úvodní studií)
- Evangelický zpěvník. Red. Zdeněk Somolík, Bohuš Hrejsa et al. Karlsruhe 1979 (na s. 889 je uveden přehled 44 textů a 76 nápěvů, převzatých do Evangelického zpěvníku z Rohova českého kancionálu z r. 1541)